# Cornillon-en-Trièves
Cornillon-en-Trièves – miejscowość i gmina we Francji, w regionie Owernia-Rodan-Alpy, w departamencie Isère.
Według danych na rok 1990 gminę zamieszkiwały 142 osoby, a gęstość zaludnienia wynosiła 10 osób/km² (wśród 2880 gmin regionu Rodan-Alpy Cornillon-en-Trièves plasuje się na 1480. miejscu pod względem liczby ludności, natomiast pod względem powierzchni na miejscu 826.).